# Annie (cantora)
Anne Lilia Berge Strand (nascida em 21 de Novembro de 1978), mais conhecida pelo seu nome artístico de Annie, é uma cantora, compositora e DJ norueguesa. Annie começou a sua carreira musical em 1999 com o hit "Greatest Hit" e ganhou fama internacional, principalmente dos blogueiros de música, por seu álbum de estréia Anniemal (2004).
Annie foi elogiada por seu estilo único e independente "a pop singer with credibility, an indie artist with one eye on the dancefloor" (aproximadamente "uma cantora pop com alta credibilidade, uma artista independente com um olho na pista de dança"), and "the Kylie it's cool to like" (aproximadamente "tão interessante quanto Kylie Minogue").